# Tim Lorentzen
Tim Lorentzen (* 1973 in Schleswig-Holstein) ist ein deutscher evangelischer Kirchenhistoriker. Er ist Professor für Neuere Kirchengeschichte an der Christian-Albrechts-Universität zu Kiel.

## Leben
Nach dem Abitur am Gymnasium Wellingdorf studierte er in Kiel und Greifswald evangelische Theologie, Germanistik, Philosophie und Pädagogik. Von 2003 bis 2017 arbeitete er an der Evangelisch-Theologischen Fakultät der Ludwig-Maximilians-Universität München, wo er 2007 als Schüler von Harry Oelke mit einer Arbeit über Johannes Bugenhagen als Reformator der öffentlichen Fürsorge promoviert wurde. 2013 habilitierte er sich an dieser Hochschule mit der Studie Bonhoeffers Widerstand im Gedächtnis der Nachwelt (1945–2006). Seit April 2017 lehrt er als Professor für Neuere Kirchengeschichte an der Theologischen Fakultät der Christian-Albrechts-Universität zu Kiel.

## Schriften (Auswahl)
- Ideologische Usurpation. Die nationalsozialistische Umgestaltung der Stiftskirchen zu Braunschweig und Quedlinburg als Zeichenhandlung (= Quellen und Beiträge zur Geschichte der Evangelisch-Lutherischen Landeskirche in Braunschweig. Band 15). Landeskirchenamt, Wolfenbüttel 2005, ISBN 3-9807756-9-0.
- Johannes Bugenhagen als Reformator der öffentlichen Fürsorge (= Spätmittelalter, Humanismus, Reformation. Band 44). Mohr Siebeck, Tübingen 2008, ISBN 978-3-16-149613-4, (zugleich Dissertation, München 2007) (Sebastian Schmidt: Rezension, sehepunkte 9 (2009), Nr. 5).
- Bonhoeffers Widerstand im Gedächtnis der Nachwelt. Brill Schöningh, Paderborn 2023, ISBN 978-3-506-70473-3 (Hannah Kreß: Rezension, Wissenschaftlicher Literaturanzeiger 62 (2023) Nr. 2).